# Batillipes lesteri
Batillipes lesteri is een soort in de taxonomische indeling van de beerdiertjes (Tardigrada). 
Het diertje behoort tot het geslacht Batillipes en behoort tot de familie Batillipedidae. De wetenschappelijke naam van de soort werd voor het eerst geldig gepubliceerd in 2000 door Kristensen & Mackness.